# Krnule
Krnule (cyr. Крнуле) – wieś w Serbii, w okręgu maczwańskim, w gminie Vladimirci. W 2011 roku liczyła 921 mieszkańców.